# 赤川正和
赤川 正和（あかがわ まさかず、1940年または1941年 - 2021年8月6日）は、日本の地方公務員。東京都水道局長、日本水道協会専務理事を歴任。瑞宝中綬章受章。

## 経歴
1960年（昭和35年）、東京都庁に入庁し、水道局営業部業務課に配属。第1次オイルショックの影響を受け、1975年には2.5倍という大幅な水道料金値上げを経験した。1980年、三筋町営業所長に就任 。後に公営企業管理者水道局長となり、自己資本比率、流動比率、料金収入に占める元利償還比率の３つを重要視し、経営分析手法とした 。2001年（平成13年）6月、飯嶋宣雄を後任として水道局長を退任。同年10月、日本水道協会会長表彰功労賞受賞。
2002年10月、神戸市で開催された同協会総会で川北和徳の後任として同協会専務理事。厚生労働省が策定した水道ビジョンの全面的バックアップ、水道事業ガイドラインの規格制定や水道GLP認定業務開始に貢献。2007年11月、横浜市総会で退任。
2011年11月、秋の叙勲で瑞宝中綬章受章。
2021年（令和3年）8月6日死去。従五位。

## その他の役職
- 水道ビジョン検討会委員[9]
- 水を語る会副会長[2]
- 東京都水道事業経営問題研究会委員[10]

## 著書
- 時代の伝承 東京水道の軌跡